# Pattinaggio di figura ai Giochi della VII Olimpiade - Pattinaggio di figura maschile
La competizione del pattinaggio di figura maschile dei Giochi della VII Olimpiade si è svolta nei giorni dal 25 al 27 aprile 1920 al Palazzo del ghiaccio di Anversa.

## Risultati

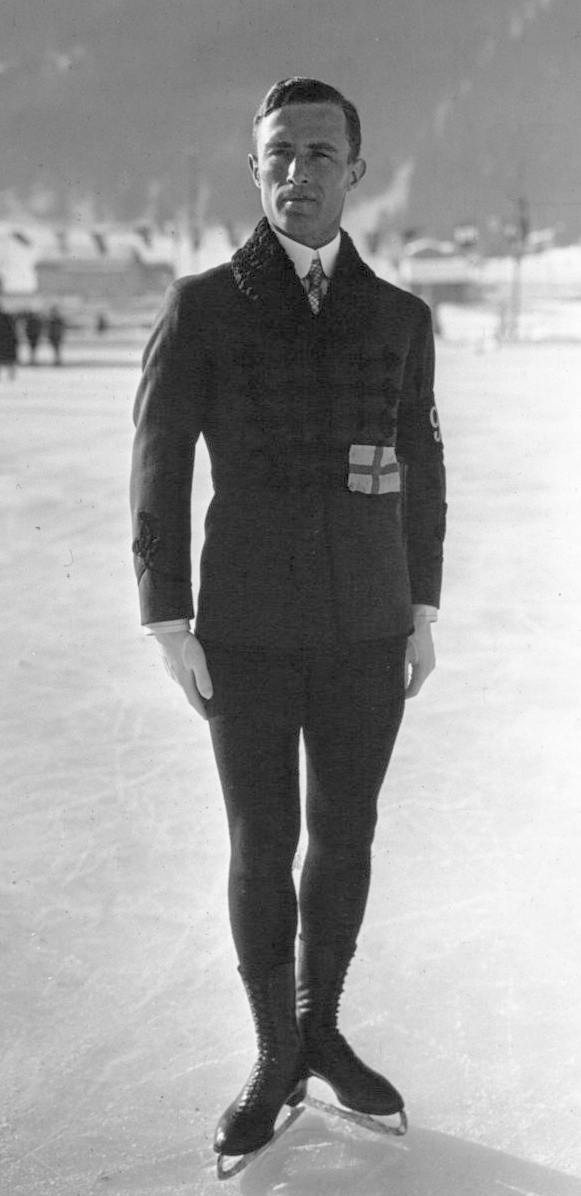
Gillis Grafström

| Pos.    | Atleta                     | Nazione       | Punti Ordinali | Punti Totali |
| ------- | -------------------------- | ------------- | -------------- | ------------ |
| Oro     | Gillis Grafström           | Svezia        | 7,0            | 2,838,50     |
| Argento | Andreas Krogh              | Norvegia      | 18,0           | 2,634,00     |
| Bronzo  | Martin Stixrud             | Norvegia      | 24,5           | 2,561,50     |
| 4       | Ulrich Salchow             | Svezia        | 25,5           | 2,572,50     |
| 5       | Sakari Ilmanen             | Finlandia     | 30,0           | 2,458,00     |
| 6       | Nathaniel Niles            | Stati Uniti   | 49,0           | 1,976,25     |
| 7       | Basil Williams             | Gran Bretagna | 49,5           | 2,032,00     |
| 8       | Alfred Mégroz              | Svizzera      | 52,5           | 2,005,50     |
| 9       | Kenneth Macdonald Beaumont | Gran Bretagna | 59,0           | 1,838,25     |